# Kissrhizoecus hungaricus
Kissrhizoecus hungaricus  (лат.) — вид полужесткокрылых насекомых-кокцид рода Kissrhizoecus из семейства мучнистые червецы (Pseudococcidae, или Rhizoecidae).

## Распространение
Европа: Венгрия.

## Описание
Питаются соками растений. Обнаружены в почве на различных растениях в степных среднеевропейских биотопах (происхождение неизвестно). От всех других видов и родов подсемейства Rhizoecinae отличается наличием пятигнёздных пор (quinquelocular pores). Вид был впервые описан в 2005 году венгерскими энтомологами Ференцем Кошаром и Сюзанной Кончне Бенедикти (Ferenc Kozár, Zsuzsanna Konczné Benedicty; Plant Protection Institute, Centre for Agricultural Research, Hungarian Academy of Sciences, Будапешт, Венгрия). Таксон Kissrhizoecus hungaricus выделен в отдельный монотипический род Kissrhizoecus Kozár, Konczné Benedicty, 2005 и характеризуется наличием пятигнёздных пор. Kissrhizoecus стал 13-м родом трибы Rhizoecini и 16-м родом в составе подсемейства Rhizoecinae (а вид стал их 186-м и 210-м видом, соответственно). Видовое название связано с местом обнаружения типовой серии (Венгрия). Иногда этот вид вместе с близкими таксонами выделяют в отдельное семейство Rhizoecidae.